# Chanie Wenjack
Chanie « Charlie » Wenjack, né le 19 janvier 1954 et mort le 23 octobre 1966 près de Redditt (en), est un jeune Anishinaabe dont la mort a donné lieu à la première enquête sur le traitement des enfants autochtones dans les pensionnats autochtones canadiens.

## Biographie
Wenjack grandit près d'Ogoki Post, dans la réserve de Marten Falls. À neuf ans, il est placé avec trois de ses sœurs dans un pensionnat situé à près de 600 kilomètres de la réserve, près de Kenora et tenu par des religieux. C'est au pensionnat qu'on lui donne le nom de Charlie,. Il reste quelques années dans ce pensionnat, apprenant notamment à lire en anglais.
Le 16 octobre 1966, il s'enfuit avec deux camarades du pensionnat, un fait courant dans ce type d'établissement mais dont les conséquences peuvent être gravissimes. La cause de sa fugue n'est pas clairement établie ; selon des camarades, Wenjack aurait fait part de sa volonté de voir son père, l'enquête mettra elle en avant sa solitude, tandis que l'une de ses sœurs mettra en cause des abus sexuels, voire des abus physiques.
Wenjack se rend vers une cabane de l'oncle d'un de ses compagnons de fuite près de Redditt (en) afin d'y passer la nuit. Le lendemain, les enfants se séparent et Wenjack décide de rejoindre son père en suivant la voie de chemin de fer. Vêtu d'habits inappropriés pour l'hiver canadien, sans nourriture et avec seulement quelques allumettes, il ne survit pas à sa fugue et il meurt de froid et de faim le 23 octobre, après 60 kilomètres parcourus, une semaine après sa fuite du pensionnat. À sa mort, il est âgé de seulement 12 ans
La famille Wenjack apprend la mort de leur fils par la presse et le corps est rapatrié à sa réserve.

## Enquête
Une enquête sur la mort de Chanie Wenjack est menée avec l'interrogation des témoins. Le rapport du jury reconnaît que « le système éducatif indien provoque de graves problèmes émotionnels et d’ajustement pour ces enfants » tout en recommandant qu'une « étude soit menée sur l’éducation imposée aux Autochtones et la philosophie sous-tendant les politiques qui leur sont imposées, pour en vérifier le bien-fondé ». Le débat est donc lancé sur la scolarisation forcée des enfants autochtones afin de les christianiser et les assimiler dans la société canadienne.
Le journaliste Ian Adams publie l'article The Lonely Death of Charlie Wenjack dans le magazine Maclean's en février 1967, aidant à la prise de conscience nationale du problème,. Wenjack devient alors un symbole de la résistance à l'oppression colonisatrice au Canada. Finalement, des réformes législatives et des recours collectifs ont lieu, dont la « Convention de règlement relative aux pensionnats indiens » et la « Commission de vérité et réconciliation ».
Dans l'histoire du Canada, près de 150 000 enfants ont été enlevés à leurs familles sur plus de 130 ans et envoyés à près de 140 pensionnats gérés par des religieux et financés par le gouvernement fédéral.

## Postérité
L'Université Trent, une université publique canadienne de l'Ontario, nomme son théâtre du nom de Wenjack,. Divers hommages artistiques sont aussi rendus à Wenjack, dont la chanson Charlie Wenjack (1978) de Willie Dunn et le tableau Little Charlie Wenjack’s Escape from Residential School de Roy Kakegamic. Il inspire également l'œuvre de l'auteur Joseph Boyden et du cinéaste Terril Calder. Gord Downie lui consacre également l'album Secret Path (en),.
D'autre part, l'auteur Élise Fontenaille écrit le livre "Kill the Indian in the Child" retraçant l'histoire de Chanie Wenjack à travers Mukwa.